# If You Want Blood You’ve Got It
If You Want Blood You’ve Got It (с англ. — «Если хочешь крови, ты её получишь») — первый концертный альбом австралийской хард-рок-группы AC/DC, выпущенный в Великобритании 13 октября 1978 года. Был записан на концерте в Глазго, 30 апреля 1978 года, в течение тура в поддержку альбома Powerage.
Концерт был полностью снят на камеру, однако полная его запись никогда не издавалась. Видео песен «Riff Raff» и «Rocker», записанное на данном концерте, присутствует на видео-сборнике группы Family Jewels. Видео песен «Rock ’n’ Roll Damnation», «Dog Eat Dog» и «Let There Be Rock» доступно на бокс-сете Plug Me In. В него же вошло живое исполнение песни «Bad Boy Boogie», однако только на бонус-диск в 3-дисковой версии издания.
Последний альбом с участием Бона Скотта, спродюсированный Гарри Вандой и Джорджем Янгом. Переиздавался дважды: в 1994 году и в 2003 году, как часть серии AC/DC Remasters.
По результатам опроса читателей журнала Classic Rock альбом занял второе место в списке «50 величайших концертных альбомов всех времён».
Песня, с названием аналогичным альбому, вошла в следующий студийный альбом группы, Highway to Hell.

## Список композиций
Слова и музыка всех песен — написаны Ангусом Янгом, Малькольмом Янгом и Боном Скоттом.
| №  | Название                       | Оригинальный альбом         | Длительность |
| -- | ------------------------------ | --------------------------- | ------------ |
| 1. | «Riff Raff» ()                 | Powerage                    | 5:10         |
| 2. | «Hell Ain’t a Bad Place to Be» | Let There Be Rock           | 4:02         |
| 3. | «Bad Boy Boogie»               | Let There Be Rock           | 7:35         |
| 4. | «The Jack»                     | T.N.T.                      | 5:43         |
| 5. | «Problem Child»                | Dirty Deeds Done Dirt Cheap | 4:32         |

| №                   | Название                  | Оригинальный альбом | Длительность |
| ------------------- | ------------------------- | ------------------- | ------------ |
| 1.                  | «Whole Lotta Rosie»       | Let There Be Rock   | 3:50         |
| 2.                  | «Rock ’n’ Roll Damnation» | Powerage            | 3:30         |
| 3.                  | «High Voltage»            | T.N.T.              | 5:00         |
| 4.                  | «Let There Be Rock» ()    | Let There Be Rock   | 8:15         |
| 5.                  | «Rocker»                  | T.N.T.              | 3:00         |
| Общая длительность: | Общая длительность:       | Общая длительность: | 52:37        |

## Участники записи
Приведены по сведениям баз данных Discogs и AllMusic.
:
- Бон Скотт — вокал
- Ангус Янг — соло-гитара
- Малькольм Янг — ритм-гитара, бэк-вокал
- Клифф Уильямс — бас-гитара, бэк-вокал
- Фил Радд — ударные

Технический персонал:
- Гарри Ванда — музыкальный продюсер
- Джордж Янг — музыкальный продюсер
- Джордж Пирос — инженер мастеринга[англ.]
- Майкл А. Браунинг — менеджмент
- Боб Дефрин — арт-директор
- Джим Хоутон — фотографии

Переиздание 2003 года:
- Майкл Фрейзер[англ.] — мастеринг-супервайзер
- Аль Квальери — мастеринг-супервайзер
- Джордж Марино — инженер мастеринга[англ.], цифровой ремастеринг
- Юджин Настаси — оцифровка
- Smay Vision — дизайн буклета
- Клод Гассиан[фр.] — фотографии
- Dalle/Veuige — фотография (страница 11)
- Ричард Бинсток — автор текста для буклета

## Позиции в хит-парадах
| Год       | Чарт                                       | Высшая позиция | Пребывание в чарте |
| --------- | ------------------------------------------ | -------------- | ------------------ |
| 1978—1979 | Австралия (Kent Music Report)              | 37             | нет данных         |
| 1978—1979 | Великобритания (UK Albums Chart)           | 13             | 59 недель          |
| 1978—1979 | Нидерланды (Nationale Hitparade LP Top 50) | 7              | 10 недель          |
| 1978—1979 | США (Billboard 200)                        | 113            | 14 недель          |
| 1978—1979 | Франция (IFOP)                             | 10             | 10 недель          |
|           |                                            |                |                    |
| 2003      | Франция (IFOP)                             | 22             | 14 недель          |

| Год  | Чарт                         | Позиция |
| ---- | ---------------------------- | ------- |
| 1980 | Великобритания (Gallup Poll) | 77      |

## Продажи и сертификации
| Регион | Сертификация  | Продажи    |
| --- | ------------- | ---------- |
| Австралия (ARIA) | 3× Платиновый | 210 000^   |
| Великобритания (BPI) | Золотой       | 100 000^   |
| Германия (BVMI) | Платиновый    | 500 000^   |
| Испания (PROMUSICAE) | Золотой       | 50 000^    |
| США (RIAA) | Платиновый    | 1 000 000^ |
| Франция (SNEP) | Золотой       | 100 000*   |
| Швейцария (IFPI Switzerland)                                                                                             | Золотой       | 25 000^    |
| * Данные о продажах приведены только на основе сертификации. ^ Данные о тиражах приведены только на основе сертификации. |               |            |